# Regelbau S414

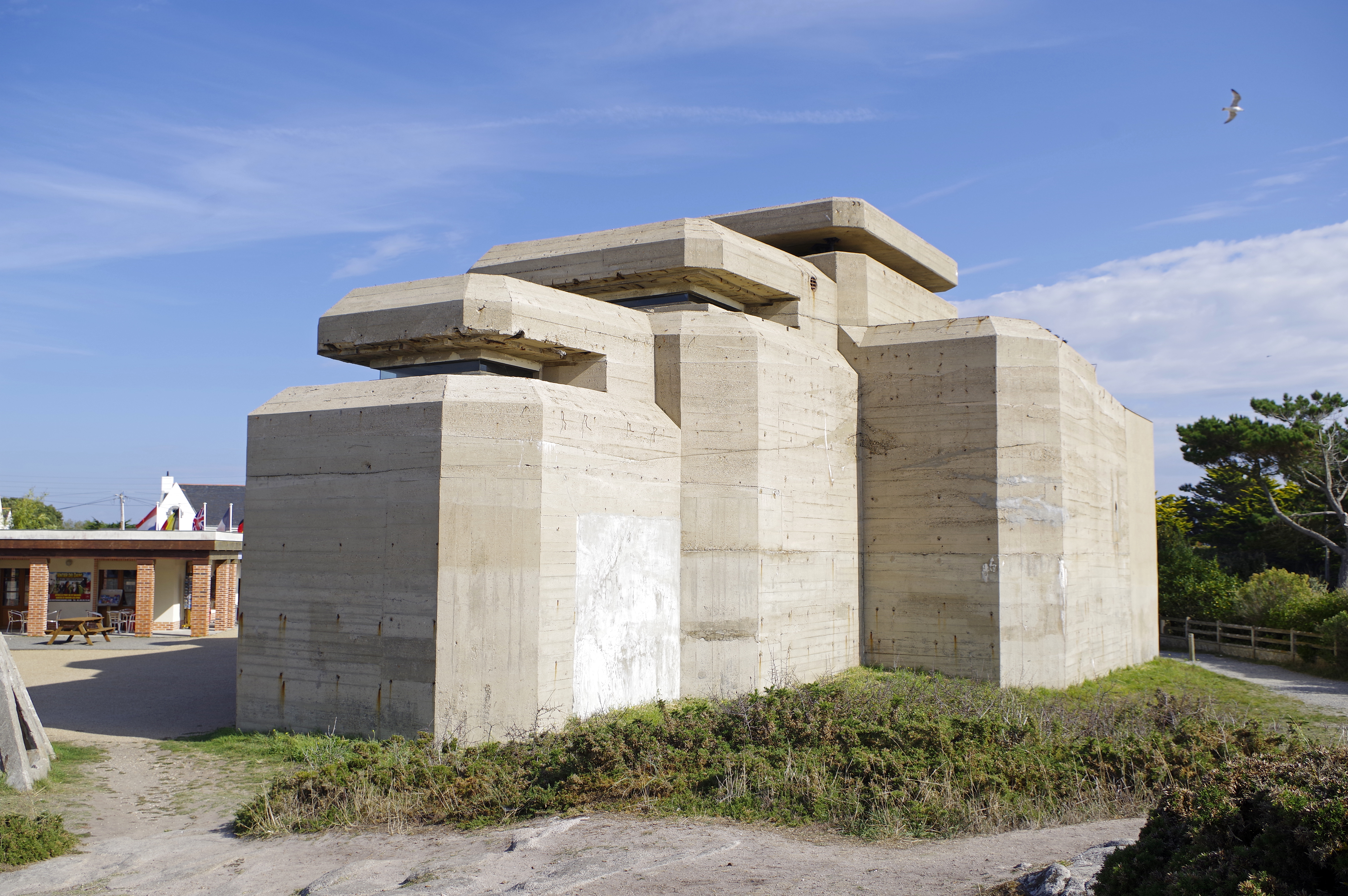
Casemate de type Regelbau S414 à Batz-sur-Mer.

La casemate de type Regelbau S414 est une casemate répondant au standard Regelbau. Sa mission est de guider les tirs des batteries côtières.

## Construction
Cette casemate avait été construite pour la Kreigsmarine.
Sa construction demande la coulée de 1 000 m3 de béton.

## Architecture

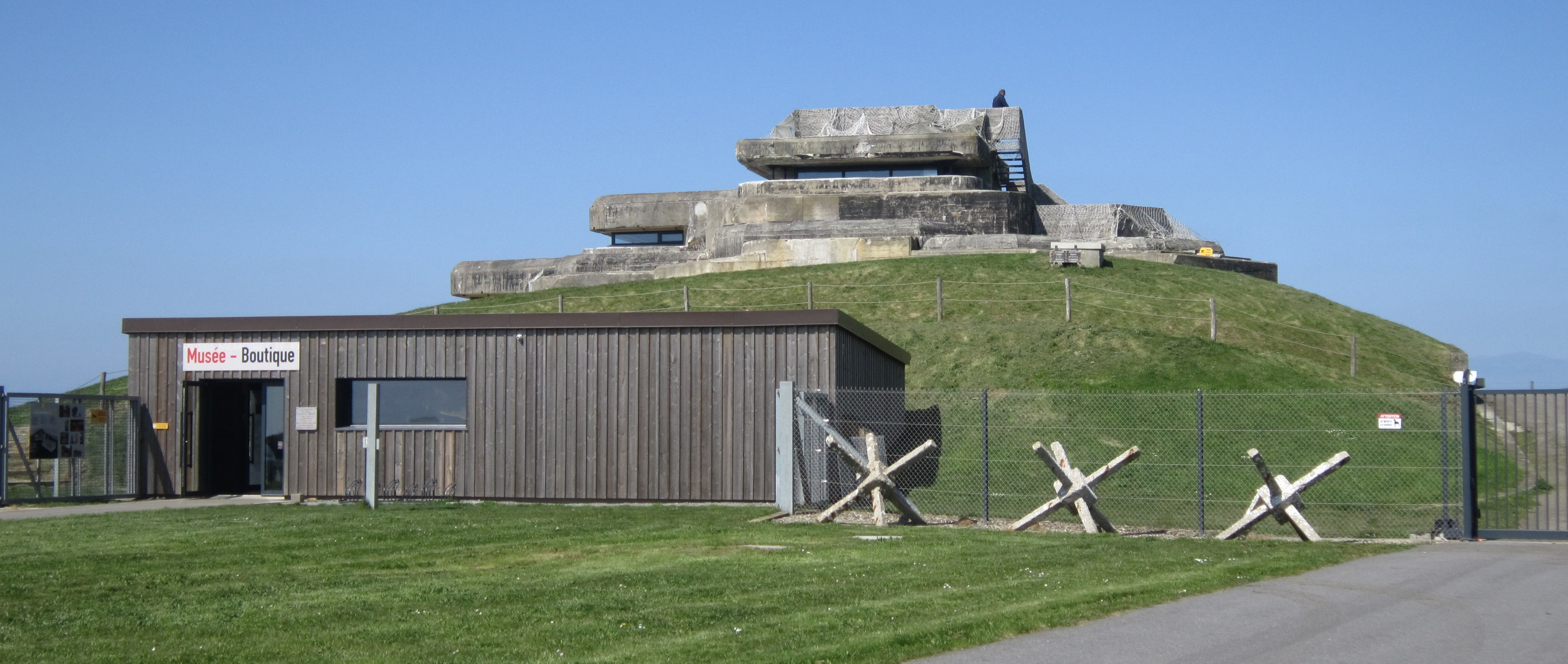
Plougonvelin : le Musée mémoires 39-45.

## Exemplaires
Un exemplaire est visible à La Haye,.
Le "Musée mémoires 39-45" de Plougonvelin et Le Grand blockhaus de Batz-sur-Mer se trouvent dans des casemates de type S414.